# Kollund Skov
Kollund Skov (tysk: Kollunder Gehölz eller Kollunder Wald) er en ca. 130 ha stor skov på den danske side af Flensborg Fjord mellem den Dansk-tyske grænse og Kollund. Den ejes af Den Danske Naturfond.
Kollund Skov er meget bakkerig med dybe slugter og ved kysten store stejle skrænter. Skoven er oprindeligt blandet løvskov, men der er dog i nyere tid plantet en del nåletræer, som f.eks. sitkagran. Skoven byder på et udpræget vejnet.
I det 19. århundrede var skovens træer lige ved at blive ned. Derfor købte byen Flensborg skoven i 1883 på initiativ af Dr. Großheim (de). Efter anden verdenskrig blev alle kommunale tyske ejendomme tvangseksproprieret med undtagelse af Kollund Skov. 75 ha af Kollund skov var dermed stadig Flensborgs ejendom. Det øvrige areal ejedes af den danske stat og privatmænd. I 2006 besluttede Flensborgs byråd at sælge deres del af skoven på grund af dårlig økonomi. Det første forsøg på at sælge skoven til den danske stat mislykkedes. Som salgspris blev der foreslået 1,2 mio euro; nye interessenter var Flensburger Verschönerungsverein (Flensborg Forskønnelsesforening), som prøvede at finansiere det med bidrag, og som ville forhindre et salg til en privatperson, og en dansk købmand. Den danske privatmand endte dog med at få tilslaget. I september 2017 erhvervede Den Danske Naturfond hele skoven (130 ha) for 16,75 mio. kr .
Vandrestien Gendarmstien mellem Padborg og Sønderborg passerer gennem Kollund Skov. Ved vandløbet Krusås udløb i fjorden findes grænseovergangen Skomagerhus, som er Europas mindste og den eneste bro, som forbinder Danmark med Tyskland. Fra Sosti (Wassersleben) på den tyske side kommer man via broen direkte over på Gendarmstien.
- Molevej i Kollund set fra skoven
- Kysten lige øst for Skomagerhus
- Vildsvinehegnet over vejen lige øst for grænseovergangen
- Sømærke ved fjorden
- Skomagerhuse nær grænseovergangen
- Mindesten for Dr. Ernst Maria Großheim
- Gangbro over en af kløfterne
- trappe op ad en af skrænterne
- Den store shelterplads
- Teltpladsen